# Anastasija Pustovojtova
Anastasija Vjačeslavovna Pustovojtova (in russo Анастасия Вячеславовна Пустовойтова?; Jeseník, 10 febbraio 1981) è un arbitro di calcio ed ex calciatrice russa, di ruolo difensore.

## Carriera

### Calciatrice

#### Club
Pustovojtova, nata a Jeseník, nella regione di Olomouc, nell'allora Cecoslovacchia, si appassiona al calcio iniziando a giocare nel campionato russo femminile di calcio, prima con il Rjazan'-VDV, con cui disputa quattro stagioni dal 2000 al 2003 e vincendo il campionato 2000, per trasferirsi poi nel 2003 al Rossijanka con il quale chiude la carriera nel calcio giocato un anno più tardi.

#### Nazionale
Pustovojtova viene convocata dalla Federazione calcistica della Russia (Российский Футбольный Союз - Rossijskij Futbol'nyj Sojuz - RFS) per vestire la maglia della formazione giovanile Under-19 dal 1996 al 1998, anno in cui passa alla nazionale maggiore. Con quest'ultima vine inserita in rosa dal Commissario tecnico Jurij Bystrickij sia per il Campionato europeo di Germania 2001, dove la sua squadra viene eliminata già alla fase a gironi, e per il Mondiale degli Stati Uniti 2003, dove la Russia riesce a raggiungere i quarti di finale, eliminata dalla Germania poi rivelatasi vincitrice del torneo.

### Arbitro
Dopo la decisione di interrompere la carriera agonistica come calciatrice Pustovojtova decide di conseguire la licenza di arbitro di calcio. Inizia ad arbitrare incontri nazionali, sia di campionato che di Coppa di Russia, passando a dirigere incontri a livello internazionale dal 2009, in occasione del torneo di calcio femminile della XXV Universiade.

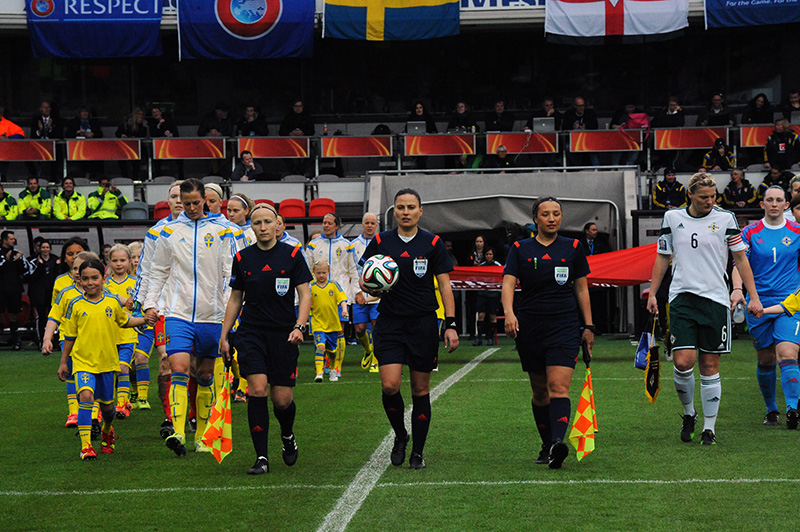
8 maggio 2014, Pustovojtova entra davanti alle squadre nell'incontro - valido per le qualificazioni al Mondiale di Canada 2015.

Nel 2010 la UEFA la inserisce tra gli arbitri designati al campionato europeo femminile Under 17 di calcio 2010, dove dirige la finale Spagna-Irlanda che vede le iberiche conquistare il loro primo titolo di categoria ai tiri di rigore. Quello stesso anno la federazione russa la premia come migliore arbitro donna. In seguito dirige tornei femminili UEFA, rimanendo in ambito giovanile con Turchia 2012 Under-19 e il successivo di Norvegia 2014, per passare ai tornei dedicati alle nazionali maggiori dalle qualificazioni all'Europeo di Svezia 2013 e dirigendo, sempre nelle qualificazioni, incontri per quella dei Paesi Bassi 2017.
Nel frattempo, dal 2012, la federazione russa la abilita a dirigere anche incontri di calcio maschile, facendo il suo esordio nel campionato russo il 23 marzo di quello stesso anno. Selezionata per dirigere l'incontro tra le giovanili del CSKA Mosca e Lokomotiv Mosca, in quell'occasione Pustovojtova è costretta ad estrarre cinque cartellini gialli ed uno rosso, quest'ultimo a David Khurtsidze del CSKA per averle rivolto un commento osceno..
Alla termine della stagione 2011-12 ha ricevuto nuovamente il premio "Il miglior arbitro della Russia tra le donne" dalla RFU. Nel 2017 è nominata tra le 10 migliori arbitri donne dall'International Federation of Football History & Statistics.

## Palmarès
- Campionato russo: 1

Rjazan'-VDV: 2000